# Waterfalls
"Waterfalls" är en låt av den amerikanska R&B-gruppen TLC, utgiven som den tredje singeln från albumet CrazySexyCool den 23 maj 1995. Låten skrevs av bandmedlemmen Lisa "Left Eye" Lopes med Marqueze Etheridge och producentkollektivet Organized Noize. Den blev en singeletta på Billboard Hot 100 och räknas ofta som bandets signaturmelodi.

## Bakgrund
Låttexten är en referens till problem som rådde under 1990-talet, såsom våld kopplad till illegal droghandel och HIV/AIDS-epidemin. I slutet av den andra versen sjunger gruppen "His health is fading and he doesn't know why / Three letters took him to his final resting place", vilket Watkins sagt var för att "få igenom budskapet utan att framstå som en predikan".

## Låtlista
1. "Waterfalls" (Single Version) – 4:18
2. "Waterfalls" (ONP Remix) – 4:36
3. "Waterfalls" (Dallas Austin Remix) – 4:28
4. "Waterfalls" (Instrumental) – 4:39

## Listplaceringar
| Lista (1995–96)                          | Högsta position |
| ---------------------------------------- | --------------- |
| Norge (VG-lista)                         | 2               |
| Storbritannien (Official Charts Company) | 4               |
| Sverige (Sverigetopplistan)              | 7               |
| USA (Billboard Hot 100)                  | 1               |